# Jack Palance
Pour les articles homonymes, voir Palahniuk.
Jack Palance, nom de scène de Vladimir Palahniuk, est un acteur américain, né le 18 février 1919 à Lattimer Mines (en) (Pennsylvanie) et mort le 10 novembre 2006 à Montecito (Californie).
Connu pour avoir joué des personnages de dur et de méchant, il a été nommé trois fois à l'Oscar du meilleur acteur dans un second rôle pour ses compositions dans Le Masque arraché (1952) et L'Homme des vallées perdues (1953), et il remporte la statuette près de quarante ans plus tard pour son rôle dans La Vie, l'Amour, les Vaches (1991). 

## Biographie
Jack Palance naît sous le nom d'état civil de Vladimir Palahniuk le 18 février 1919 à Lattimer Mines (en) en Pennsylvanie, de parents émigrés ukrainiens : Anna (née Gramiak) et Ivan Palahniuk, mineur d'anthracite. Il a cinq frères et sœurs, dont l'un, Leon Palahniuk est également acteur. Il obtient une bourse de football à l’Université de Caroline du Nord à Chapel Hill, mais part deux ans après, dégoûté par la commercialisation du sport. Il travaille dans des mines de charbon pendant sa jeunesse avant de devenir boxeur professionnel à la fin des années 1930. Il est connu sous le nom de « Jack Bratzo » dans le monde de la boxe.
Avec le déclenchement de la Seconde Guerre mondiale, Jack Palance en finit avec sa carrière dans la boxe et rejoint l'US Army Air Force et accède plus tard au poste de navigateur aérien. Engagé sous le pseudonyme de Walter Polanski, il est libéré de ses obligations militaires en septembre 1945. 

Une controverse est née plus tard au sujet de son visage. II aurait été défiguré alors qu’il s’enfuyait d’un bombardier B-24 Liberator en feu pendant un vol d’entraînement au-dessus du Sud de l’Arizona (où il était élève-pilote). Ses pommettes caractéristiques et ses yeux enfoncés auraient été le résultat d’une chirurgie reconstructive. Cette histoire au sujet de son visage a été reprise de nombreuses fois y compris dans des essais sérieux sur le cinéma. Mais à sa mort, ses propos selon lesquels toute cette histoire avait été inventée ont été cités dans plusieurs nécrologies: 

« Les attachés de presse du studio inventent tout ce qu’ils veulent, et les journalistes adhèrent à ça. Un agent du bureau de presse a inventé la légende que j’avais explosé dans un accident d’avion pendant la guerre, et mon visage a dû être reconstitué grâce à la chirurgie plastique. Si c’est un “visage bionique”, pourquoi n’ont-ils pas fait un meilleur travail ? »

Toutefois, de nombreuses années plus tard, l'acteur indique qu'il doit sa carrière à cet accident l'ayant défiguré.
Après la guerre, il fait un passage à l'université Stanford alors qu'il court en parallèle les petits jobs.

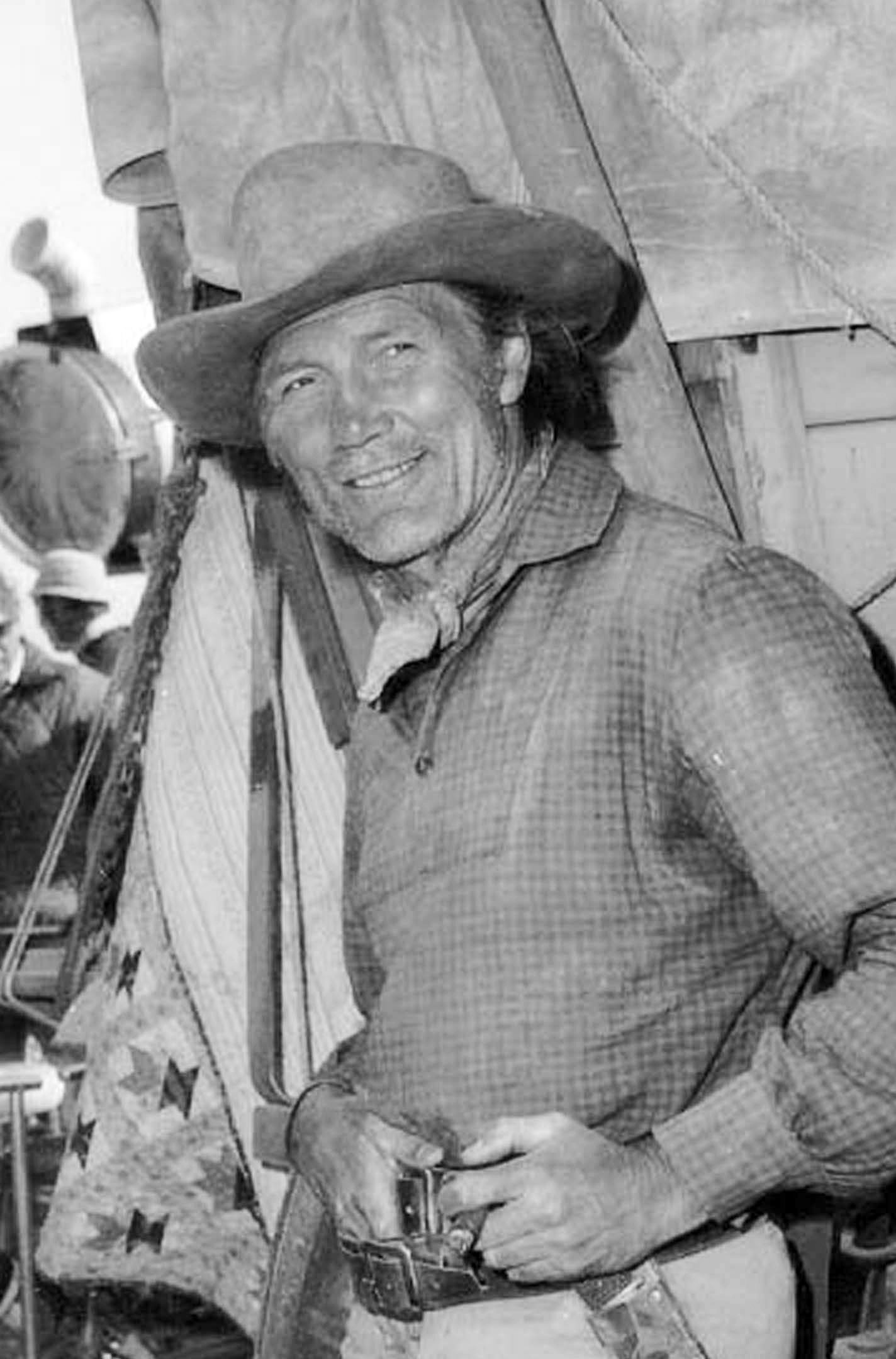
Jack Palance lors du film The Godchild, 1974

Jack Palance fait ses débuts à Broadway dans The Big Two en 1947, en jouant un soldat russe, dirigé par Robert Montgomery, puis on le voit dans deux autres pièces en 1948. Il débute à la télévision en 1949.

Il arrive au cinéma en 1950 dans Panique dans la rue (Panic in the Streets) d'Elia Kazan. Au cours des années 1950, il tourne pour des réalisateurs comme Charles Marquis Warren, dans Le Sorcier du Rio Grande (Arrowhead), et Vol sur Tanger (Flight to Tangier), tous deux en 1953, Douglas Sirk dans Le Signe du païen (Sign of the Pagan), en 1954, ou Robert Aldrich, dans Le Grand Couteau (The Big Knife) en 1955 et Attaque (Attack) en 1956. Son visage aux traits anguleux et émaciés refait à la suite de blessures reçues pendant la Seconde Guerre mondiale, selon lui, et toute son allure le cantonnent souvent à des rôles de méchants dans des westerns (L'Homme des vallées perdues) ou des films de gangsters. Il joue également le personnage d'Ogodaï dans Les Mongols, film franco-italien de 1961.

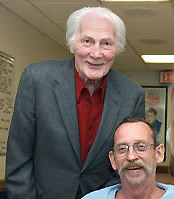
Jack Palance (à gauche) visitant un hôpital de vétérans américains en 2005.

Durant les années 1960, il joue dans plusieurs films européens, dont notamment  Le Mépris réalisé en 1963 par Jean-Luc Godard. Dans ce film, il interprète le rôle d'un producteur américain sans vergogne qui tente de séduire l'épouse délaissée (Brigitte Bardot) du scénariste français (Michel Piccoli) qu'il vient d'engager pour modifier le script du film sur Ulysse que réalise Fritz Lang à Capri.
En 1984, il prête sa voix au personnage membre des Hells Angels sur le disque de Roger Waters, The pros and cons of hitch hiking.
Sa carrière est relancée par le succès inattendu du film Bagdad Café en 1987 dans lequel il dévoile une autre facette de son talent. En 1989, il joue le personnage de Carl Grissom dans le film Batman de Tim Burton, aux côtés de Michael Keaton et Jack Nicholson. Un Oscar d'honneur couronne sa carrière en 1990. Puis en 1992, Jack Palance reçoit l'Oscar du meilleur acteur dans un second rôle pour La Vie, l'amour... les vaches de Ron Underwood.
Palance meurt à l'âge de 87 ans de causes naturelles dans la maison de sa fille Holly à Montecito, en Californie, le 10 novembre 2006.

## Impact dans la culture populaire
En 1956, Morris le met en scène, dans le rôle d'un tueur à gages, dans l’album de bande dessinée : Lucky Luke et Phil Defer. Ce personnage est inspiré par son rôle dans L'Homme des vallées perdues de George Stevens (1953).
Il est cité dans le titre Dangereux de IAM, sur l'album L'École du micro d'argent en 1997. 

## Filmographie

### Cinéma
- 1950 : Panique dans la rue (Panic in the Streets) d'Elia Kazan
- 1950 : Okinawa (Halls of Montezuma) de Lewis Milestone
- 1952 : Le Masque arraché (Sudden fear) de David Miller
- 1953 : L'Homme des vallées perdues (Shane) de George Stevens
- 1953 : Passion sous les tropiques (Second Chance) de Rudolph Maté
- 1953 : Le Sorcier du Rio Grande (Arrowhead) de Charles Marquis Warren
- 1953 : Vol sur Tanger (Flight to Tangier) de Charles Marquis Warren
- 1953 : L'Étrange Mr. Slade (Man in the Attic) d'Hugo Fregonese
- 1954 : Le Signe du païen (Sign of the Pagan) de Douglas Sirk
- 1954 : Le Calice d'argent (The Silver Chalice) de Victor Saville
- 1955 : El Tigre (Kiss of Fire) de Joseph M. Newman
- 1955 : Le Grand Couteau (The Big Knife) de Robert Aldrich
- 1955 : La Peur au ventre (I Died a Thousand Times) de Stuart Heisler
- 1956 : Attaque (Attack) de Robert Aldrich
- 1957 : Jicop le proscrit (The Lonely Man) d'Henry Levin
- 1957 : La Cage aux hommes (House of Numbers) de Russell Rouse
- 1958 : Signes particuliers : néant (The Man Inside) de John Gilling
- 1959 : Tout près de Satan (Ten Seconds to Hell) de Robert Aldrich
- 1959 : Le Tumulte des sentiments de Roberto Gavaldón
- 1960 : Austerlitz d'Abel Gance
- 1960 : Rewak le Rebelle (The Barbarians) de Rudolph Maté
- 1961 : Les Mongols (I mongoli) d'André de Toth et Leopoldo Savona
- 1961 : Le Jugement dernier (Il giudizio universale) de Vittorio De Sica
- 1962 : Le Glaive du conquérant (Rosmunda e Alboino) de Carlo Campogalliani
- 1962 : Barabbas de Richard Fleischer
- 1962 : La Dernière Attaque (La guerra continua) de Leopoldo Savona : Jack
- 1963 : Il criminale de Marcello Baldi
- 1963 : Le Mépris de Jean-Luc Godard
- 1965 : Les Tueurs de San Francisco (Once a Thief) de Ralph Nelson
- 1966 : Les Professionnels (The Professionals) de Richard Brooks
- 1967 : Le Jardin des tortures (Torture Garden) de Freddie Francis
- 1967 : Kill a Dragon de Michael D. Moore (en)
- 1968 : El mercenario (Il mercenario) de Sergio Corbucci
- 1968 : L'Agent américain (Un dollaro per 7 vigliacchi), de Giorgio Gentili
- 1968 : Les Hommes de Las Vegas (Las Vegas, 500 millones) d'Antonio Isasi-Isasmendi
- 1969 : Pas de pitié pour les héros (L'urlo dei giganti) de León Klimovsky
- 1969 : Justine ou les Infortunes de la vertu (Marquis de Sade's Justine) de Jesús Franco
- 1969 : La Haine des desperados (The Desperados) d'Henry Levin
- 1969 : Che ! de Richard Fleischer
- 1969 : La Légion des damnés (La Legione dei dannati) d'Umberto Lenzi
- 1970 : Le Clan des McMasters (The McMasters) d'Alf Kjellin
- 1970 : Monte Walsh de William A. Fraker
- 1970 : Compañeros (Vamos a matar, compañeros) de Sergio Corbucci
- 1971 : Trail of Tears de Lane Slate
- 1971 : Les Cavaliers (The Horsemen) de John Frankenheimer
- 1972 : Te Deum d'Enzo G. Castellari
- 1972 : And So Ends de Robert Young
- 1972 : Amigo, mon colt a deux mots à te dire (Si può fare... Amigo) de Maurizio Lucidi
- 1972 : Les Collines de la terreur (Chato's Land) de Michael Winner
- 1973 : Un tueur sous influence de Freddie Francis
- 1973 : Le Gang des frères Blue (it) (Blu Gang e vissero per sempre felici e ammazzati) de Luigi Bazzoni
- 1973 : L'Or noir de l'Oklahoma (Oklahoma Crude) de Stanley Kramer
- 1975 : Africa Express de Michele Lupo
- 1975 : Il richiamo del lupo de Gianfranco Baldanello
- 1975 : Défense de toucher (L'infermiera) de Nello Rossati
- 1976 : Pour un dollar d'argent (Sangue di sbirro) de Alfonso Brescia
- 1976 : Les Impitoyables (Diamante lobo) de Gianfranco Parolini
- 1976 : Les Sorciers de l'île aux singes (Safari Express) de Duccio Tessari
- 1976 : The Four Deuces (en) de William H. Bushnell
- 1976 : Flics en jeans (Squadra antiscippo) de Bruno Corbucci
- 1976 : Voluptueuse Laura (Eva nera) de Joe D'Amato
- 1976 : Mister Scarface de Fernando Di Leo
- 1977 : Portrait of a Hitman (en) d'Allan A. Buckhantz
- 1977 : Bienvenue à la cité sanglante (Welcome to Blood City) de Peter Sasdy
- 1978 : The One Man Jury (en) de Charles Martin
- 1979 : Brigade des anges (Angels' Brigade) de Greydon Clark
- 1979 : Alerte dans le cosmos (The Shape of Things to Come) de George McCowan
- 1979 : Cocaïne Cowboys d'Ulli Lommel
- 1980 : Voltan le barbare (Hawk the Slayer) de Terry Marcel (en)
- 1980 : Terreur extraterrestre (Without Warning) de Greydon Clark
- 1982 : Dément (Alone in the Dark) de Jack Sholder
- 1987 : Bagdad Café (Out of Rosenheim) de Percy Adlon
- 1988 : Gor (en) de Fritz Kiersch
- 1988 : Young Guns de Christopher Cain
- 1989 : Batman de Tim Burton
- 1989 : Les Bannis de Gor (en) (Outlaw of Gor) de John Cardos
- 1989 : Tango et Cash d'Andreï Kontchalovski
- 1990 : Solar Crisis de Richard C. Sarafian et Alan Smithee
- 1991 : La Vie, l'Amour, les Vaches (City Slickers) de Ron Underwood
- 1992 : Eli's Lesson de Peter D. Marshall
- 1993 : Cyborg 2: Glass Shadow (Cyborg 2) de Michael Schroeder
- 1994 : Les Robberson enquêtent (Cops and Robbersons) de Michael Ritchie
- 1994 : L'Or de Curly (City Slickers II: The Legend of Curly's Gold) de Paul Weiland
- 1994 : Le Cygne et la Princesse de Richard Rich
- 1996 : War Games (court métrage) de Ken Pisani
- 1998 : The Incredible Adventures of Marco Polo de George Erschbamer
- 1999 : L'Île au trésor de Peter Rowe
- 2001 : Prancer Returns (en) (vidéo) de Joshua Butler (en)

### Télévision
- 1950 : Lights Out (en) (série télévisée)
  - The Man Who Couldn't Remember
- 1952 : Curtain Call (série télévisée)
  - Azaya
- 1952 : Studio One (série télévisée)
  - The King in Yellow de Franklin J. Schaffner
  - Little Man, Big World de Paul Nickell
- 1952 : The Gulf Playhouse (série télévisée)
  - Necktie Party
- 1953 : Danger (série télévisée)
  - Said the Spider to the Fly
- 1953 : The Web (en) (série télévisée)
  - The Last Chance
- 1953 : The Motorola Television Hour (en) (série télévisée)
  - Brandenburg Gate
- 1953 : Suspense, de Robert Stevens et Robert Mulligan (série télévisée)
  - The Kiss-Off
  - Cagliostro and the Chess Player
- 1956 : Zane Grey Theater (série télévisée)
  - The Lariat
- 1957 : Playhouse 90 (série télévisée)
  - Requiem pour un champion de Ralph Nelson
  - The Last Tycoon de John Frankenheimer
  - The Death of Manolete de John Frankenheimer
- 1961 : Frontier Justice (série télévisée)
  - Lariat
- 1963 : Le Plus grand chapiteau du monde (The Greatest Show on Earth), de Leslie H. Martinson (série télévisée)
- 1965 : Convoy (série télévisée)
  - The Many Colors of Courage
- 1966 : Match contre la vie (Run for Your Life), de Roy Huggins (série télévisée)
  - I Am the Late Diana Hays (1966)
- 1966 : Alice à travers le miroir (en), d'Alan Handley
- 1966 : Des agents très spéciaux (The Man from U.N.C.L.E.) (série télévisée)
  - The Concrete Overcoat Affair: Part 1 de Joseph Sargent
  - The Concrete Overcoat Affair: Part 2 de Joseph Sargent
- 1968 : The Strange Case of Dr Jekyll and Mr. Hyde de Charles Jarrott
- 1971 : NET Playhouse (en) de Marc Daniels (série télévisée)
- 1974 : Dracula et ses femmes vampires de Dan Curtis
- 1974 : The Godchild de John Badham
- 1975 : Bronk, de Richard Donner
- 1975 : The Hatfields and the McCoys (en), de Clyde Ware (en)
- 1975 : Bronk (série télévisée) de Carroll O'Connor
- 1979 : Buck Rogers au XXVe siècle (Buck Rogers in the 25th Century) (série télévisée) de Glen A. Larson
  - Planet of the Slave Girls de Michael Caffey (en) (1979)
- 1979 : La Dernière Chevauchée des Dalton (The Last Ride of the Dalton Gang) de Dan Curtis
- 1980 : Jungle Love (en) (The Ivory Ape), de Shusei Kotani (TV)
- 1980 : The Golden Moment: An Olympic Love Story de Richard C. Sarafian
- 1981 : Evil Stalks This House de Gordon Hessler
- 1992 : Keep the Change (en), d'Andy Tennant
- 1994 : La Quatrième Dimension : L'Ultime Voyage (Twilight Zone: Rod Serling's Lost Classics), de Robert Markowitz
- 1995 : Buffalo Girls (en) de Rod Hardy
- 1997 : Ebenezer de Ken Jubenvill
- 1997 : L'Espoir de Noël (I'll Be Home for Christmas) de Jerry London
- 1999 : Les Déchirements du passé (Sarah, Plain and Tall: Winter's End) de Glenn Jordan
- 2001 : Les Nuits de l'étrange (Night Visions) (série télévisée) de Dan Angel et Billy Brown
  - Bitter Harvest de Philip Sgriccia (2001)
- 2002 : Apparitions (Living with the Dead) de Stephen Gyllenhaal (TV)
- 2004 : Back When We Were Grownups (téléfilm) de Ron Underwood

## Discographie
- Palance, Warner Bros, 1969[9]
- The pros and cons of hitch hiking - Roger Waters - Harvest Records 1984 - Prête sa voix au personnage membre du club de motard Hell's Angels.

## Distinctions
- Oscars 1992 : Meilleur acteur dans un second rôle La Vie, l'amour... les vaches de Ron Underwood.
- Golden Globes 1992 : Meilleur acteur dans un second rôle pour La Vie, l'amour... les vaches de Ron Underwood.

## Voix françaises
| - Jacques Berthier (*1916 - 2008) dans : - La Légion des damnés - Amigo, mon colt a deux mots à te dire - Africa Express - Alerte dans le cosmos - Terreur extraterrestre - Dément - Raymond Loyer (*1916 - 2004) dans : - Jicop le proscrit - Le Jardin des tortures - Compañeros - Le Clan des McMasters - Les impitoyables - Georges Aminel (*1922 - 2007) dans : - Le Sorcier du Rio Grande (doublé en 1964) - Les Professionnels - Che ! - Dracula et ses femmes vampires (téléfilm) - Michel Gatineau (*1926 - 1989) dans : - Les Tueurs de San Francisco - Les Cavaliers - Les Collines de la terreur - Buck Rogers au XXVe siècle (série télévisée) - Claude Péran (*1913 - 1963) dans : - Panique dans la rue - Okinawa - Le Calice d'argent - Claude Bertrand (*1919 - 1986) dans : - La Peur au ventre - Les Mongols - Le Glaive du conquérant - Jean Claudio (*1927 - 1992) dans : - Le Grand Couteau - Attaque - Tout près de Satan | - Georges Atlas (*1926 - 1996) dans : - Monte Walsh - La Vie, l'Amour, les Vaches - L'Or de Curly - Jean-Claude Michel (*1925 - 1999) dans : - Batman - Tango et Cash - Les Nouveaux Associés - Bernard Noël (*1924 - 1970) dans : - El Tigre - Rewak le Rebelle - Henry Djanik (1926 - 2008) dans : - L'Espion au chapeau vert - Brigade des anges - Jean Lagache (*1931 - 2018) dans : - Bagdad Café - Les Déchirements du passé (téléfilm) et aussi : - Georges Hubert (*1906 - 1983) dans L'Homme des vallées perdues - Marc Valbel (*1907 - 1960) dans Passion sous les tropiques - Georges Descrières (1930 - 2013) dans Le Signe du païen - Hans Verner (*1924 - 1990) dans Austerlitz - René Arrieu (*1924 - 1982) dans Barabbas - René Bériard (*1917 - 1998) dans El mercenario - Jean Berger (*1917 - 2014) dans Les Hommes de Las Vegas - Serge Sauvion (1929 - 2010) dans La Haine des desperados - Yves Massard (*1923 - 1996) dans L'Or noir de l'Oklahoma - Jean Amadou (*1929 - 2011) dans Te Deum - Jacques Bernard (*1929 - 2024) dans Flics en jeans - Marc de Georgi (*1931 - 2003) dans Young Guns - Patrice Melennec dans Glass Shadow - Marc Cassot (*1923 - 2016) dans Les Nuits de l'étrange (série télévisée) - Serge Blumenthal dans Le Cygne et la Princesse (voix) |